# 日本乒乓球协会
公益財團法人日本乒乓球協會（日语：公益財団法人日本卓球協会，英語： / 簡稱：）是日本管理乒乓球競技相關事務的體育管理機構。

## 歷史沿革
- 1902年，在歐洲諸國考察體育運動的東京高等師範學校教授坪井玄道（日语：坪井玄道）從英國帶回了球拍、球和規則書等物品；據說此為乒乓球在日本的發端。[3][4]
- 1931年，日本乒乓球協會前身日本乒乓球會（日本卓球会）成立。
- 1935年，全日本乒乓球锦标赛開始籌備並於次年正式舉辦。
- 1937年，日本乒乓球會更名為日本乒乓球協會。
- 1939年，獲准加入大日本體育協會（日语：日本体育協会）。
- 1946年，首屆国民体育大会舉辦；戰後首次全日本乒乓球錦標賽與其合辦。
- 1949年，再度加入國際乒乓球聯合會。
- 1951年，首次舉辦全日本企業隊乒乓球錦標賽（日语：全日本実業団卓球選手権大会）。
- 1952年，在孟買世界乒乓球錦標賽上，日本乒乓球國家隊（日语：卓球日本代表）拿下四個項目的冠軍。
- 1956年，第23屆世界乒乓球錦標賽在日本舉行，主會場為東京體育館。
- 1971年，第31屆世界乒乓球錦標賽在日本名古屋市舉行，時任日本乒乓球協會會長的後藤鉀二（日语：後藤鉀二）藉此打開了乒乓外交的序幕。
- 1972年，時任主席國的日本宣佈退出亞洲乒乓球聯盟（Table Tennis Federation of Asia）並加入由中華人民共和國發起成立的亞洲乒乓球聯合會。
- 1976年，協會財團法人化。
- 1977年，引入段級位制；發起主辦日本乒乓球聯賽。
- 1978年，首次舉辦全國女子乒乓球大賽（日语：全国レディース卓球大会）。
- 1980年，首次舉辦全日本學員組（U14）乒乓球錦標賽（日语：カデットの部）。
- 1981年，首次舉辦全日本希望組（U12）乒乓球錦標賽（日语：全日本卓球選手権大会ホープス・カブ・バンビの部）。
- 1983年，第37屆世界乒乓球錦標賽在東京都舉行。
- 1984年，首次舉辦全日本幼童組（U10）乒乓球錦標賽（日语：全日本卓球選手権大会ホープス・カブ・バンビの部）。
- 1986年，首次舉辦全日本斑比組（U8）乒乓球錦標賽（日语：全日本卓球選手権大会ホープス・カブ・バンビの部）。
- 1987年，時任協會副會長的荻村伊智朗就任國際乒乓球聯合會主席。
- 1988年，首次舉辦全國大球乒乓球錦標賽；乒乓球成為夏季奧運會正式比賽項目。
- 1991年，第41屆世界乒乓球錦標賽在千葉市舉行，主會場為幕張展覽館。
- 1995年，石川六郎（日语：石川六郎）就任協會會長。
- 1998年，SECOM最高顧問飯田亮（日语：飯田亮）就任會長。[5]
- 2001年，第46屆世界乒乓球錦標賽在大阪市舉行，主會場為大阪市中央體育館（日语：大阪市中央体育館）。
- 2004年，大林組董事長大林剛郎（日语：大林剛郎）擔任協會會長。[6]
- 2005年，協會專務理事木村興治出任國際乒乓球聯合會副主席。[7]
- 2009年，第50屆世界乒乓球單項錦標賽在橫濱市舉行，主會場為橫濱體育館。
- 2012年，4月完成協會的公益財團法人化；8月在倫敦奧運會上收穫女子團體（福原愛 / 平野早矢香 / 石川佳純）首枚獎牌。
- 2013年，協會專務理事前原正浩（日语：前原正浩）出任國際乒乓球聯合會副主席。[8]
- 2014年，第52屆世界乒乓球團體錦標賽在東京舉行，主會場為國立代代木競技場。
- 2017年，在杜塞道夫舉行的第54屆世界乒乓球單項錦標賽上，吉村真晴與石川佳純搭檔拿下日本首枚世錦賽混合雙打金牌。
- 2018年，首次舉辦全日本大球乒乓球錦標賽。

## 主要賽事
在由日本乒乓球協會及其加盟團體所主辦的乒乓球賽事中，通常禁止普通觀眾拍攝。
| - 天皇杯、皇后杯全日本乒乓球錦標賽 - 荻村杯日本公開賽 - 全日本實業團乒乓球錦標賽 - 全日本社會人乒乓球錦標賽（全日本社会人卓球選手権大会） | - 全日本大學綜合乒乓球錦標賽（全日本大学総合卓球選手権大会） - 全國高等學校乒乓球錦標賽 - 全国中学校乒乓球大会 - Japan Top 12乒乓球大會 |

## 加盟團體
| - 日本學生乒乓球聯盟（日本学生卓球連盟） - 全國高等學校體育聯盟乒乓球專門部 - 全國教職員乒乓球聯盟（全国教職員卓球連盟） | - 日本乒乓球聯賽實業團聯盟（日本卓球リーグ実業団連盟） - 日本知的障礙者乒乓球聯盟（日本知的障がい者卓球連盟） - 日本肢體不自由者乒乓球協會（日本肢体不自由者卓球協会） - 日本聾啞者乒乓球協會（日本ろうあ者卓球協会） |

## 關聯團體
| - 國際乒乓球聯合會 - 亞洲乒乓球聯合會 - 日本奧林匹克委員會 - JOC精英學院 - 日本體育協會 | - 日本乒乓球聯賽 - T聯賽 - 關東學生乒乓球聯盟 - 全國專門學校乒乓球聯盟 - 日本體育相關團體列表 |

## 外部連接
- 官方网站（日語）
- 日本乒乓球協會的X（前Twitter）
- 日本乒乓球協會的Instagram帳戶
- 日本乒乓球協會的Facebook專頁